# Ким Ён Ик
Ким Ён Ик (кор. 김용익, р.17 мая 1947) — северокорейский дзюдоист, призёр Олимпийских игр.

## Биография
Родился в 1947 году. В 1972 году завоевал бронзовую медаль Олимпийских игр в Мюнхене.